# Bataille de l'Argeș
Première Guerre mondiale
Batailles
Front d'Europe de l’Est
- Stallupönen (08-1914)
- Gumbinnen (08-1914)
- Tannenberg (08-1914)
- Île d'Odensholm (08-1914)
- Lemberg (08-1914)
- Krasnik (08-1914)
- Komarów (08-1914)
- Lacs de Mazurie (I) (09-1914)
- Przemyśl (09-1914)
- Vistule (09-1914)
- Łódź (11-1914)
- Limanowa (12-1914)
- Bolimov (01-1915)
- Zwinin (02-1915)
- Lacs de Mazurie (II) (02-1915)
- Przasnysz (02-03-1915)
- Schaulen (04-07-1915)
- Gorlice-Tarnów (05-1915)
- Boug (06-08-1915)
- Narew (07-08-1915)
- Novogeorgievsk (08-1915)
- Varsovie (08-1915)
- Sventiany (09-1915)
- Lac Narotch (03-1916)
- Offensive Broussilov (06-1916)
- Offensive de Baranavitchy (07-1916)
- Turtucaia (09-1916)
- Offensive Flămânda (09-1916)
- Argeș (12-1916)
- Offensive Kerenski (07-1917)
- Bataille de Riga (09-1917)
- Opération Albion (09-10-1917)
- Mărășești (08-1917)
- Traité de Brest-Litovsk (03-1918)
- Traité de Brest-Litovsk (03-1918)
- Bakhmatch (03-1918)

Front d'Europe de l’Ouest
Front italien
Front des Balkans
Front du Moyen-Orient
Front africain
Bataille de l'Atlantique
La bataille de l'Argeș (également appelée bataille de l'Argesul ou bataille de l'Argesch) est une bataille sur le théâtre roumain de la Première Guerre mondiale. Elle a lieu sur la rivière Argeș, un affluent du Danube en décembre 1916. L'armée roumaine y est écrasée par l'armée du Danube sous le commandement suprême du maréchal allemand August von Mackensen. En conséquence, la capitale de la Roumanie, Bucarest, est conquise.

## Situation initiale
La déclaration de guerre roumaine du 27 août 1916 à l'Autriche-Hongrie est précédée de négociations secrètes avec la Russie. L'Empire tsariste y accepte les revendications territoriales roumaines sur la Bucovine, la Transylvanie et le Banat. Avec l'adhésion à l'Entente et l'invasion de l'armée roumaine en Transylvanie, les puissances centrales sont contraintes d'ouvrir un autre front.
L'armée roumaine s'avance en Transylvanie hongroise. Cependant, les Roumains sont repoussés lors de la bataille de Sibiu (de) (22-29 septembre) par la 9e armée allemande commandée par l'ancien chef de l'OHL Erich von Falkenhayn. Cronstadt peut être reconquise jusqu'au 8 octobre au cours d'une bataille citadine à grande échelle - plutôt atypique pour la Première Guerre mondiale. À la mi-novembre, le groupe Kühne (54e corps) peut, en collaboration avec le corps de cavalerie Schmettow, percer vers le sud en Valachie près de Târgu Jiu et occuper Craiova.
De plus, les 23 et 24 novembre 1916, le passage du fleuve de Mackensen à Sistowa a lieu de manière totalement inattendue pour les Roumains sur leur frontière sud du Danube. Avec l'aide des forces du génie autrichiennes, la nouvelle armée du Danube (52e corps) du général Robert Kosch composé de la 217e division d'infanterie, de la division de cavalerie combinée (général Hans von der Goltz) et des 1re et 12e divisions bulgares, traverse la fleuve. Dès le 25 novembre, les troupes des puissances centrales sont rassemblées dans la tête de pont nord à la frontière roumano-bulgare près de Zimnicea ; la 26e division turque, qui les suit, servant de réserve. Le 26 novembre, l'armée du Danube franchit le fleuve Teleorman et commence à avancer vers Bucarest,. Le 28 novembre, l'avant-garde de la 217e division d'infanterie allemande et la 18e division roumaine du général Alexandru Referandu se sont affrontées pour la première fois à Prunaru.
Le commandement de l'armée roumaine a rassemblé la plupart de ses troupes sous le commandement du général Alexandru Averescu dans la partie nord des Carpates, exposant ainsi la frontière danubienne non protégée de la Roumanie. La supériorité des forces intermédiaires qui en résulte dans le secteur de l'armée du Danube est donc de 40 bataillons allemands et bulgares et de 188 pièces d'artillerie contre 18 bataillons et 48 pièces d'artillerie du groupe roumain du Danube.

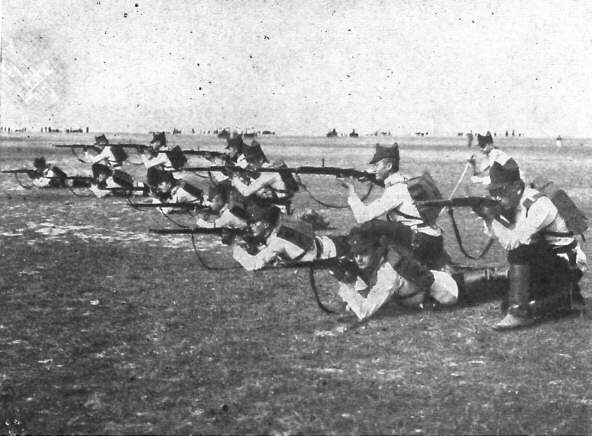
Infanterie roumaine

Avec l'aide de la 6e armée russe, les Roumains du sud sous le commandement du général Constantin Prezan, commencent à préparer une contre-attaque afin d'éviter l'encerclement de Bucarest. Le plan prévoit d'attaquer les troupes avancées des puissances centrales aux abords sud et ouest de Bucarest sur l'Argeș, sur les deux flancs ouverts, avant même que Bucarest ne soit encerclée. Le général russe Vladimir Sakharov n'approuve pas le plan d'attaque, mais promet d'accélérer l'arrivée de son 47e corps pour protéger Bucarest et renforcer ainsi la défense roumaine au sud.
Pour soutenir son allié roumain, le haut commandement français envoie le général Henri Berthelot. Bien que ce dernier n'ait qu'un rôle de conseiller, il est considéré comme le cerveau du plan d'attaque contre l'armée du Danube et de la défense ultérieure de Bucarest.

## La bataille

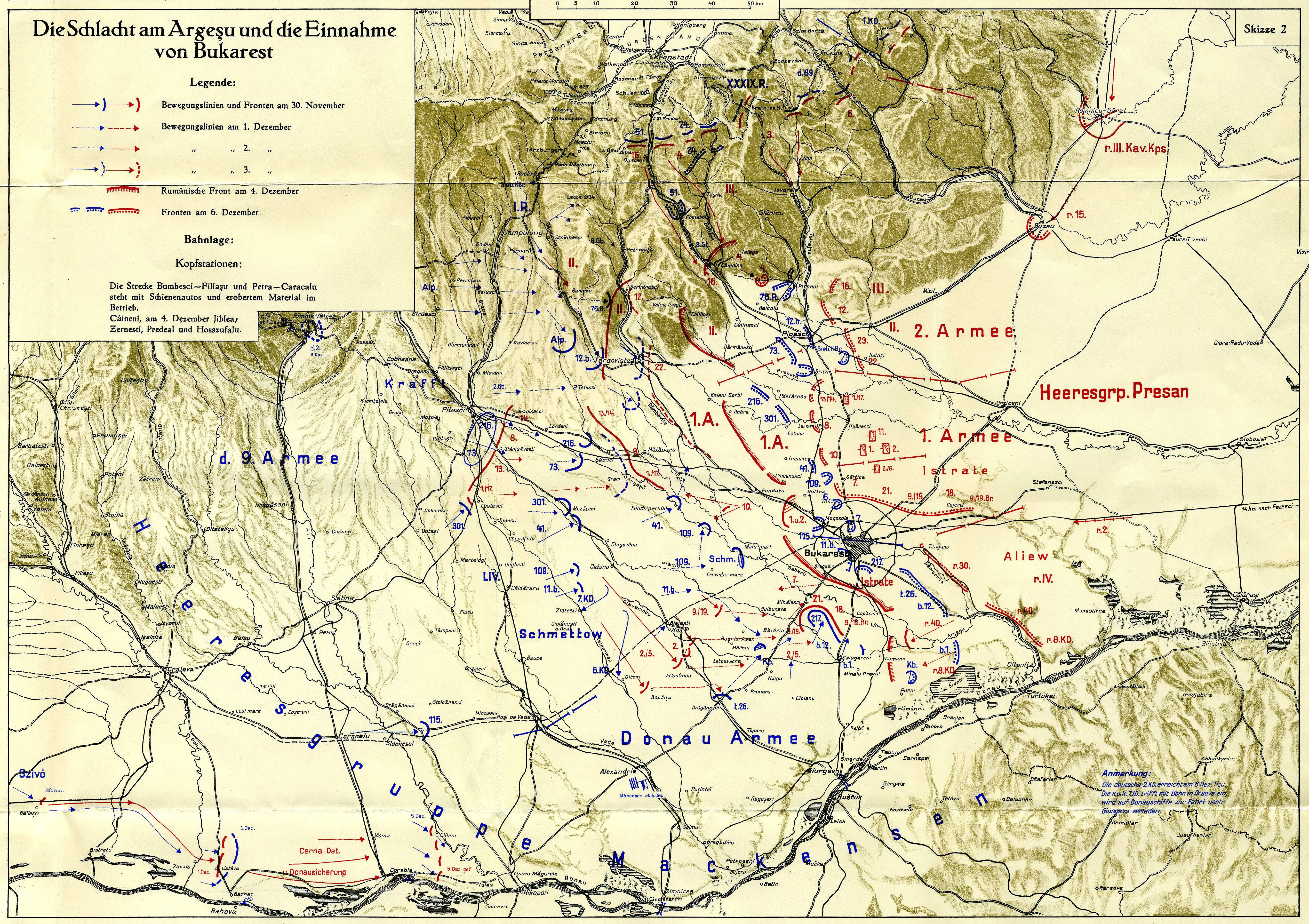
Carte générale de la bataille de l'Arges et des batailles de Bucarest

Le 1er décembre, l'attaque roumaine commence ; elle est d'abord couronnée de succès. La 12e division bulgare, positionnée sur l'aile droite, doit se replier vers l'après-midi après avoir subi de lourdes pertes lors des combats contre la 18e division roumaine et a perdu la liaison avec le reste de l'armée. L'armée roumaine a réussi à capturer un grand nombre de fantassins bulgares. L'aile gauche de l'armée du Danube à Flamanda était encore accrochée au centre, c'est pourquoi le flanc gauche de la 217e division d'infanterie sous le commandement du lieutenant-général Kurt von Gallwitz-Dreyling, qui se trouve au centre, est massivement attaqué par les Roumains dans la nuit du 2 décembre. La 217e division d'infanterie doit se replier dans la matinée du 2 décembre et attendre des renforts.
Le 2 décembre, la ligne de front est encore confuse. La 217e division d'infanterie est toujours seule face à l'ennemi. Entre elle et la 12e division bulgare, le front menace de s'effondrer.
Le matin du 3 décembre, les 21e et 18e divisions d'infanterie roumaines attaquent à nouveau de toutes leurs forces pour forcer la percée. L'intervention des 7e et 9e bataillons de chasseurs , qui ont comblé l'écart entre la 12e division bulgare et la 217e division d'infanterie à l'aube, permet de stabiliser le secteur menacé. Le combat se poursuit toute la matinée, indécis.

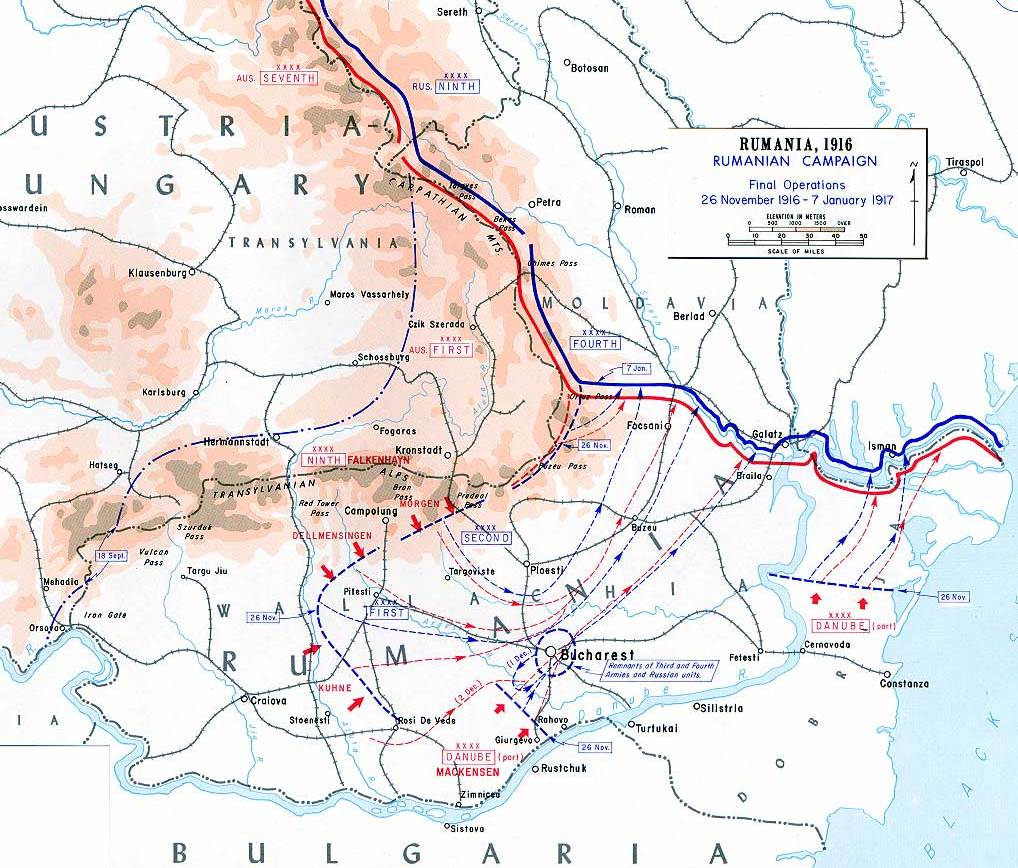
Conquête de la Valachie et de Dobrogea par les puissances centrales

La contre-attaque roumaine ne s'arrête que lorsque l'aile droite de la 9e armée allemande du général von Falkenhayn s'engage dans la bataille de l'Arges. Depuis l'ouest, depuis la région de Slatina, le corps de cavalerie Schmettow (6e et 7e divisions de cavalerie) et le groupe Kühne avec les 41e et 109e divisions d'infanterie sont en marche vers la ligne de l'Arges. Du nord-ouest, en passant par Curtea d'Argesch, le Corps alpin arrive sous la forme du "groupe Krafft" avec les 216e et 301e division d'infanterie. L'intervention du 11e division d'infanterie bavaroise (général Paul von Kneußl (de)) du groupe Kühne aide les éléments bloqués de l'armée du Danube à renouveler leur attaque et à repousser à nouveau les Roumains qui leur font face. Les formations roumaines doivent interrompre leur attaque et se replier vers les rives de l'Arges.
L'attaque conjointe de l'Armée du Danube et de la 9e Armée contre les occupants du fleuve commence alors. Au cours de cette attaque, une partie de l'armée du Danube est à nouveau coincée et une nouvelle crise se produit au centre, au sein de la 217e division d'infanterie. Le corps roumain qui doit contre-attaquer est composé en grande partie de réservistes mal formés et mal équipés et est commandé par le général Sosescu. Son hésitation à écraser l'armée du Danube au moment opportun et à faire ainsi échouer l'attaque de la 9e armée sur le fleuve est considérée a posteriori comme une trahison par les militaires roumains.
Un autre revers pendant la bataille est la capture d'un transport militaire roumain par un poste de garde allemand. Le transport contient les plans de défense et d'attaque du haut commandement roumain, qui doivent être apportés à la ligne de front

## Conséquences

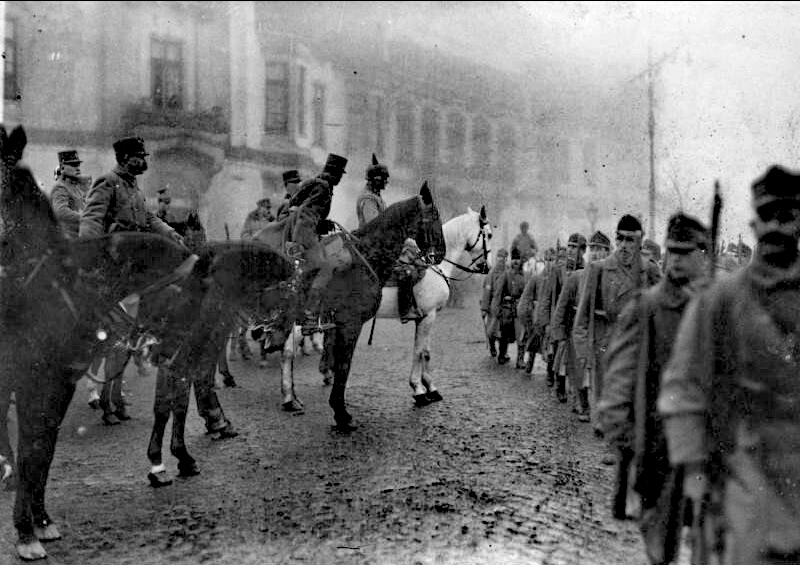
Bucarest, défilé des troupes entrantes

Le 6 décembre, la ligne de défense nord roumaine est également attaquée et retournée par l'aile gauche de la 9e armée Falkenhayn. Lors de la retraite des troupes roumaines vers la capitale, celles-ci brûlent des champs de céréales près de Ploeşti. Le 1er corps de réserve allemand sous les ordres de Curt von Morgen occupe Targoviste et Ploești, ce dernier avec le 39e corps de réserve (de) sous les ordres du général Hermann von Staabs.
Après que le corps de cavalerie du général von Schmettow fait irruption près des forts du front nord-ouest de la ville, la garnison capitule et Bucarest est occupée par les puissances centrales Le roi Ferdinand Ier s'enfuit à Iași. La 6e armée russe, intacte, se replie jusqu'à la fin du mois sur l'aile sud, le long du Danube, dans la Dobroudja, et couvre contre la 3e armée bulgare du général Stefan Neresow qui se déploie sur l'autre rive du fleuve.
Les restes de l'armée roumaine se sont battus en arrière en direction du Sereth. Les pertes roumaines pendant la "bataille d'Arges" et la défense de Bucarest furent dévastatrices. Au total, les Roumains ont perdu environ 150 000 morts et blessés et autant de prisonniers depuis leur entrée en guerre. L'armée allemande perd environ 60 000 soldats.